# Herderhaus

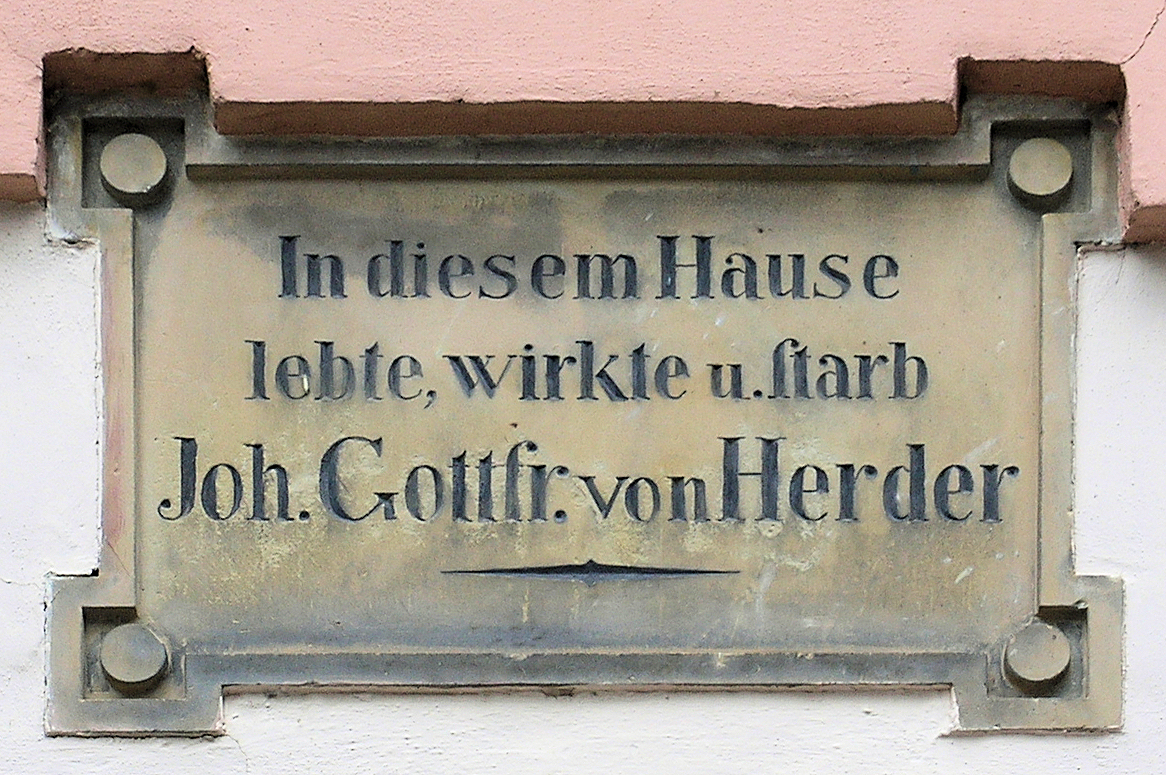
Targa commemorativa sopra il cancello d'ingresso della sua casa in Herderplatz 8

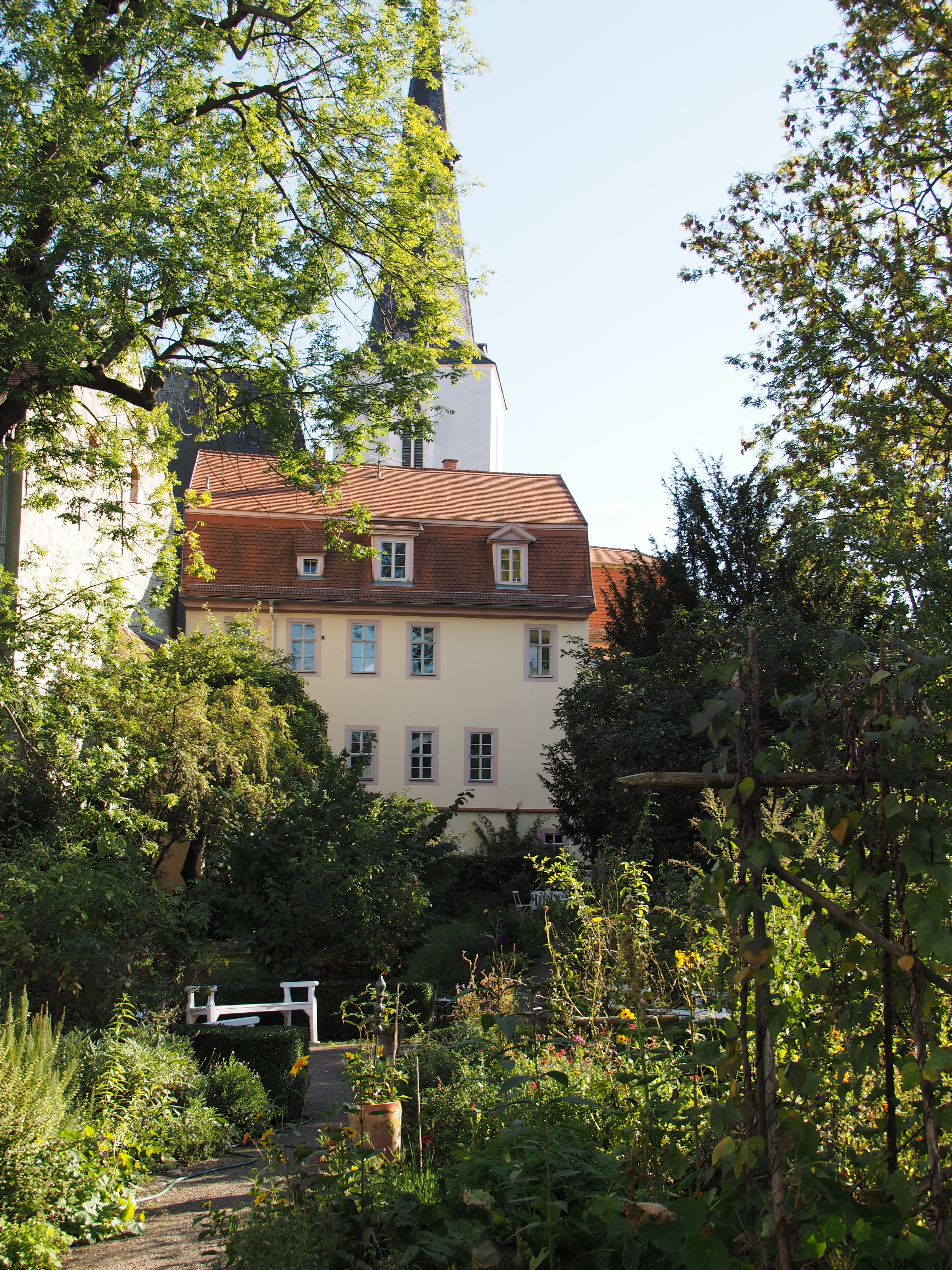
Herdergarten storico

La Herderhaus (ex casa di Herder) del teologo e filosofo Johann Gottfried Herder, si trova nel centro della città vecchia di Weimar in Herderplatz 8, a sinistra dietro la Herderkirche, o "Chiesa di Herder", della quale era parroco e sovrintendente generale del Ducato di Sassonia-Weimar.
A causa della posizione un po' nascosta all'ombra della chiesa della città, in un angolo poco appariscente della piazza, la casa dello scrittore, ridisegnata in stile barocco nel 1726/1727, non attira quasi l'attenzione. Tuttavia, dal 1998, come uno dei tre Organizzazione delle Nazioni Unite per l'educazione, la scienza e la cultura|siti di Herder di Weimar, è stata dichiarata patrimonio mondiale dell'UNESCO come edificio della Weimar classica.
Herder visse in questa casa con la sua famiglia per 27 anni, dal 1776, da quando fu chiamato a Weimar da Carlo Augusto di Sassonia-Weimar-Eisenachper intercessione di Johann Wolfgang von Goethe, fino alla sua morte il 18 dicembre 1803. La sua famiglia crebbe rapidamente a Weimar e sei dei suoi otto figli nacquero in questa casa. Nel 1850, lo scrittore e regista teatrale Franz von Dingelstedt (1814-1881) ebbe l'opportunità di vedere lo studio di Herder, che all'epoca esisteva ancora, e rivelò nei suoi appunti:
(Franz von Dingelstedt)
Il giardino dietro la canonica con la sua fontana, i fiori, gli alberi da frutto, i cespugli di bacche e l'orto era particolarmente vicino al cuore di Herder. A quel tempo era in grado di progettare i percorsi e la semina secondo le proprie idee. Sulla base delle sue lettere e poesie e con l'aiuto di una vecchia mappa della città, l'Herdergarten, insieme alla casetta del giardino, che è stata convertita nel 1846, è stato aperto al pubblico nel 1994 in occasione del 250º compleanno di Johann Gottfried Herder.
A differenza della casa, che funge ancora da sede del sovrintendente, si può entrare nel giardino. L'ex residenza ufficiale di Herder è identificata da una targa sopra il cancello d'ingresso. Dall'aprile 2005, al pianterreno della casa storica, si trova un piccolo negozio della chiesa, che comprende anche un caffè nell'Herderhof. Sul frontone ovest dell'edificio c'è il detto di Herder a caratteri cubitali: "Il cristianesimo è libertà e gioia".